# Phoroncidia pilula (Simon)
Phoroncidia pilula is de ongeldige naam voor een spinnensoort uit de familie van de kogelspinnen (Theridiidae).
De wetenschappelijke naam van de soort werd, als Ulesanis pilula, in 1879 voor het eerst geldig gepubliceerd door Eugène Simon. Als de soort samen met Sudabe pilula Karsch, 1879 in het geslacht Phoroncidia wordt geplaatst, dan conflicteren beide namen, en moet voor de jongste van de twee een beschikbaar geldig synoniem worden gebruikt, of er moet een nomen novum voor worden gecreëerd. In versie 18.0 van de World Spider Catalog was hierin nog niet voorzien.

## Voorkomen
De soort komt voor op Zanzibar.